# Greuel (Solingen)
Greuel ist eine Ortslage im Stadtteil Aufderhöhe der bergischen Großstadt Solingen.

## Lage und Beschreibung
Greuel liegt an der Löhdorfer Straße, etwa in Höhe der Einmündung der Straße An den Eichen. Dort befindet sich heute ein Gewerbegebiet. Den Straßennamen Greuel trägt eine kleine Stichstraße, die in Höhe der Bushaltestelle Jammertal von der Löhdorfer Straße abzweigt. 
Benachbarte Orte sind bzw. waren (von Nord nach West): Schorberg, Straßen, Nacker Küllenberg, Delle, Jammertal, Neu-Löhdorf, Heipertz und Junkernhäuschen.

## Etymologie
Der Ortsname kann nicht eindeutig gedeutet werden.

## Geschichte
Greuel entstand vermutlich im 18. Jahrhundert an der Altstraße, die als Höhenrückenstraße unter anderem Aufderhöhe und Mangenberg miteinander verband. In früheren Zeiten verlief über diese Straßenverbindung der Hauptwarenverkehr zwischen der Stadt Solingen und der Handelsstadt Köln. Greuel wurde erstmals im Jahre 1727 erwähnt, als ein Hoppe am Greuel urkundlich bezeugt wird. Die Topographische Aufnahme der Rheinlande von 1824 verzeichnet den Ort als am Greul, die Preußische Uraufnahme von 1844 als Greul. In der Topographischen Karte des Regierungsbezirks Düsseldorf von 1871 ist der Ort als Greuel verzeichnet.
Der Ort gehörte ursprünglich zur Honschaft Barl innerhalb des Amtes Solingen. Im Zuge von Grenzkorrekturen zwischen den Kirchspielen Solingen und Wald wurde 1805/1806 der Verlauf der Löhdorfer Straße als Kirchspielgrenze festgelegt. So wurde Greuel in einen Solinger und einen Walder Teil aufgeteilt.:232 Nach Gründung der Mairien und späteren Bürgermeistereien Anfang des 19. Jahrhunderts gehörte der westlich der Straße gelegene Teil Greuels zur Bürgermeisterei Merscheid, die 1856 zur Stadt erhoben und im Jahre 1891 in Ohligs umbenannt wurde. Der östlich der Straße gelegene Teil gehörte zur Bürgermeisterei Höhscheid, die ebenfalls 1856 das Stadtrecht erhielt. Mit der Städtevereinigung zu Groß-Solingen im Jahre 1929 wurden beide Orte in die neue Großstadt Solingen eingemeindet. 
1815/16 lebten 16 (elf zu Merscheid und fünf zu Höhscheid), im Jahr 1830 23 Menschen (nur Merscheid) im als Weiler bezeichneten Wohnplatz. 1832 war der Merscheider Teilort weiterhin Teil der Honschaft Barl innerhalb der Bürgermeisterei Merscheid, dort lag er in der Flur VII. Mankhaus. Der Höhscheider Teilort war der Honschaft Ruppelrath zugehörig. Der nach der Statistik und Topographie des Regierungsbezirks Düsseldorf als Hofstadt bzw. Kotten kategorisierte Ort besaß zu dieser Zeit vier Wohnhäuser (drei zu Merscheid und eines zu Höhscheid) und drei landwirtschaftliche Gebäude (zwei zu Merscheid und eines zu Höhscheid). Zu dieser Zeit lebten 17 Einwohner im Ort (acht zu Merscheid und neun zu Höhscheid), allesamt evangelischen Bekenntnisses. Die Gemeinde- und Gutbezirksstatistik der Rheinprovinz führt den Ort 1871 mit sechs Wohnhäusern (fünf zu Merscheid und eines zu Höhscheid) und 46 Einwohnern (37 zu Merscheid und neun zu Höhscheid) auf. Im Gemeindelexikon für die Provinz Rheinland von 1888 werden 15 Wohnhäuser (13 zu Merscheid und zwei zu Höhscheid) mit 87 Einwohnern (54 zu Merscheid und 33 zu Höhscheid) angegeben. 1895 besitzt der Merscheider Teilort 13 Wohnhäuser mit 81 Einwohnern.
Nachdem sich bereits ab dem Übergang zum 20. Jahrhundert erste Industriebetriebe an der Löhdorfer Straße angesiedelt hatten, wurden die Freiflächen zwischen Greuel und Heipertz ab den 1970er Jahren verstärkt durch Gewerbebetriebe bebaut. Bis 1980 entstanden dort mehrere Supermärkte, unter anderem die heutige Kaufland-Filiale an der Friedenstraße. In den 1980er Jahren wurde die Straße An den Eichen angelegt und als Gewerbegebiet ausgewiesen.
Das in Greuel befindliche zweistöckige Fachwerkhaus Löhdorfer Straße 118 steht seit 1986 unter Denkmalschutz.